# S-Bahn di Amburgo
La S-Bahn di Amburgo (in tedesco S-Bahn Hamburg) è un servizio ferroviario urbano che serve la metropoli tedesca di Amburgo.
La gestione è della società S-Bahn Hamburg, una controllata delle ferrovie tedesche - settore regionale (DB Regio). Essa a sua volta fa parte del consorzio di area vasta Hamburger Verkehrsverbund e nel 2012 ha trasportato 259 milioni di passeggeri.
Una particolarità tecnica è la doppia alimentazione elettrica della S-Bahn di Amburgo, con corrente continua a 1200 V dalla terza rotaia affiancata al binario e con corrente alternata a 15000 V da linea aerea, tipica della rete ferroviaria tedesca.

## Rete
La rete è composta di 4 linee, che attraversano il centro cittadino in senso ovest-est seguendo due itinerari paralleli (il passante ferroviario City-S-Bahn e la Verbindungsbahn).
- S 1 Wedel (Holst) - City-S-Bahn - Aeroporto di Amburgo-Fuhlsbüttel / Poppenbüttel
- S 2 Amburgo-Altona - Verbindungsbahn - Aumühle
- S 3 Pinneberg - City-S-Bahn - Neugraben
- S 5 Elbgaustraße - Verbindungsbahn - Stade